# Ruby Peak (Südgeorgien)
Der Ruby Peak ist ein etwa 460 m hoher Berg im Norden Südgeorgiens. Auf der Ostseite des Olsen Valley ragt er südwestlich des Jason Peak auf.
Sein Name ist erstmals auf einer Landkarte der britischen Admiralität aus dem Jahr 1930 verzeichnet, die auf Vermessungen durch Wissenschaftler der Discovery Investigations aus dem Jahr 1928 basiert. Der Benennungshintergrund ist nicht überliefert.